# Thomas II. (Savoyen)

Wappen des Hauses Savoyen

Thomas, Graf von Piémont (auch Thomas II. von Savoyen oder Thomas, Graf von Flandern, † 7. Februar 1259 in Aosta) war ein Adliger aus dem Königreich Arelat. Auf Wunsch seines Vaters wurde er zunächst Kleriker, doch nach dem Tod seines Vaters begann er eine Karriere als Militär und Staatsmann. Durch die Gunst des französischen Königs durfte er die Erbin der Grafschaft Flandern heiraten. Nach dem Tod seiner Frau kehrte er nach Savoyen zurück und übernahm die Herrschaft über die Besitzungen seiner Familie im Piemont. Schließlich übernahm er in Savoyen die Regentschaft für seinen minderjährigen Neffen. Durch seine verwandtschaftlichen Beziehungen stand Thomas als Diplomat und Militär in engem Kontakt mit dem englischen und französischen König sowie mit der Kurie. Von ihm stammen die späteren Herzöge von Savoyen und damit die späteren Könige von Sardinien und Italien ab.

## Herkunft und Tätigkeit als Geistlicher
Thomas entstammte dem Haus Savoyen. Er war vermutlich der fünfte Sohn seines gleichnamigen Vaters Thomas I. von Savoyen und dessen Frau Margarete von Genf, wobei bei ihm wie bei seinen anderen Geschwistern weder das Geburtsjahr noch der Geburtsort gesichert ist. Sein Vater war Graf von Savoyen, einer Grafschaft im zum römisch-deutschen Reich gehörenden Königreich Arelat. Als jüngerer Sohn sollte Thomas Kleriker werden. Er wurde Kanoniker an der Kathedrale von Lausanne und vor 1226 Propst der Kathedrale von Valence, wo sein Bruder Wilhelm bereits zum Bischof gewählt worden war.

## Aufstieg zum Herrn im Piemont
Im Mai 1234 war Thomas in Lyon, wo er den Heiratsvertrag zwischen seiner Nichte Margarete von der Provence und dem französischen König Ludwig IX. bezeugte. Wahrscheinlich war er auch bei der Heirat in Sens zugegen. Angeblich soll er dabei den geistlichen Stand abgelegt haben und vom König zum Ritter geschlagen worden sein, was aber als unsicher gilt. Sein Vater war 1233 gestorben, worauf sein ältester Bruder Amadeus das Erbe als Graf von Savoyen angetreten hatte. Im Juli 1234 forderten seine Brüder Aymon und Peter einen Anteil am Erbe ihres Vaters. Während einer Familienkonferenz in Burg Chillon wurde das Erbe geklärt, wobei Aymon und Peter weitgehend auf ihre Ansprüche verzichteten. Thomas war während dieser Konferenz noch Geistlicher und erhielt keinen Anteil am Landbesitz seines Vaters. Wenige Monate später schied er aber aus dem geistlichen Stand aus. Im April 1235 übergab ihm Amadeus als Lehen die Familienbesitzungen im Val di Susa, darunter Avigliana, Miradolo, Vigone und Cavour sowie die Einkünfte der Zollstelle von Sant’Ambrogio. Diese Besitzungen waren angesichts der Zerstreutheit der Besitzungen zugleich eine Bewährungsprobe für Thomas. Vor September 1235 konnte Thomas seinen ältesten Bruder überzeugen, ihm größere Zugeständnisse zu machen. Amadeus setzte ihn nun als seinen Vertreter ein, falls er nicht selbst in Savoyen war, und in seinem Testament zu seinem Haupterben für die Besitzungen in Savoyen und Norditalien ein. Durch diese Erbregelung wurden die anderen Brüder, auch Thomas älterer Bruder Aymon, aber auch die beiden Töchter von Amadeus vom Erbe ausgeschlossen. Im November 1235 war Thomas an den Verhandlungen mit Turin beteiligt, die zu einem Ausgleich zwischen Savoyen und der Stadt führten.

## Graf von Flandern

### Heirat mit der Gräfin von Flandern
Vermutlich Mitte 1237 wurde Thomas vom französischen Königshof als neuer Ehemann für Johanna von Flandern vorgeschlagen. Flandern war ein Lehen der französischen Könige, doch die verwitwete Gräfin hatte geplant, Pierre de Dreux, einen innenpolitischen Gegner des französischen Königs, oder den anglo-französischen Magnaten Simon de Montfort zu heiraten. Um die reiche Grafschaft Flandern für die französische Krone zu sichern, hatte König Ludwig IX. ihr diese Ehen untersagt. Stattdessen wurde nun die Heirat mit Thomas, einem Onkel der französischen Königin vorgeschlagen. Johanna stimmte der Heirat zu, und die Hochzeit fand vor Herbst 1237 statt. Da die beiden Brautleute Cousine und Cousin vierten Grades waren, mussten sie einen päpstlichen Dispens einholen. Doch bereits im Dezember 1237 huldigte Thomas dem französischen König in Compiègne und schwor ihm als Graf von Flandern Treue, worauf dieser ihn zum Pair von Frankreich ernannte. Dazu wurde Thomas de iure uxoris auch Graf der zum römisch-deutschen Reich gehörenden Grafschaft Hennegau. Am 17. Februar 1238 stellte der Papst dann den erforderlichen Dispens aus. Johanna war bei der Heirat bereits Mitte dreißig, doch das Paar hoffte noch bis mindestens 1241, dass sie einen Sohn und Erben bekommen könnten. Dazu vereinbarte Johanna, dass Thomas im Falle ihres Todes eine jährliche Pension von 6000 Livres Artois und lebenslang die Einkünfte aus Mons erhalten solle.

### Regierung in Flandern
Thomas hatte offenbar ein gutes Verhältnis zu seiner Frau Johanna. Diese hatte schon langjährige Erfahrung in der Regierung von Flandern und bemühte sich, Konflikte möglichst durch Vermittlung beizulegen. Thomas überließ ihr weitgehend die Regierung, doch wie Johanna erkannte er die wirtschaftliche Bedeutung der Kaufleute in den reichen Städten Flanderns. Zusammen mit Johanna kümmerte er sich um die Belange der Kaufleute und gewährten Brügge und anderen Städten weitere Rechte. Für Flandern war England ein wichtiger Handelspartner, doch der Handel litt durch die Konflikte zwischen Frankreich und England. Eleonore, eine weitere Nichte von Thomas, hatte 1236 den englischen König Heinrich III. geheiratet. Thomas war nun Onkel sowohl der englischen wie der französischen Königin und versuchte, durch seine Verwandten die Bedingungen für flämische Kaufleute in England zu verbessern. Tatsächlich ordnete der englische König im November 1237 an, dass in England festgehaltene flämische Kaufleute freigelassen und auch entschädigt werden sollten. Diese Entschädigung beruhte auf einer Untersuchung durch einen Ausschuss, dem für Flandern Robert de Béthune und für England unter anderem Thomas Bruder Wilhelm angehört hatten. Thomas war an der Untersuchung nicht beteiligt gewesen, doch die Freilassung der mehrere Jahre lang festgehaltenen Kaufleute verbesserte sofort sein Ansehen in Flandern. Dazu förderte Thomas in Flandern die Zucht von Pferden und Rindern.

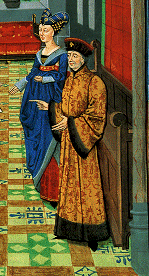
Johanna von Flandern und Thomas von Savoyen nach einer zwischen 1448 und 1468 entstandenen Miniatur

### Krieg mit Limburg und Kampf um das Bistum Lüttich
Thomas musste bereits im Herbst 1237 ein Heer zur Unterstützung von Bischof Jean d’Eppes von Lüttich führen, dem er für einen Teil seiner Besitzungen lehenspflichtig war. Der Bischof befand sich im Krieg mit Walram von Poilvanche, einem Bruder von Herzog Heinrich IV. von Limburg. Dieser hatte von seiner Burg Poilvanche aus Raubzüge auf das Gebiet des Bistums Lüttich geführt. Daraufhin hatte der Bischof Thomas als seinen Vasallen aufgefordert, die Burg zu belagern. Die Belagerung begann Anfang 1238, doch wenig später starb der Bischof, worauf die Belagerung abgebrochen wurde. Im August 1238 sollte Robert von Artois, ein Bruder des französischen Königs, den Konflikt schlichten. Der Konflikt in Lüttich hinderte Thomas offenbar daran, der Aufforderung von Kaiser Friedrich II. Folge zu leisten und ihn im Kampf gegen den Lombardenbund zu unterstützen. Offenbar hatte Thomas aber ein Kontingent aus Flandern unter dem Kommando von Graf Balduin von Guînes nach Norditalien geschickt.
Im Mai 1239 wurde Thomas Bruder Wilhelm von Papst Gregor IX. zum neuen Bischof des Bistums Lüttich ernannt. Dessen vom Domkapitel gewählter Gegenkandidat Otto von Eberstein war jedoch nicht bereit, den Bischofsstuhl kampflos zu räumen. Der Versuch von Robert von Artois, den Konflikt um Poilvanche zu schlichten, scheiterte nun. Stattdessen wurde der Konflikt um Poilvache nun zu einem Krieg zwischen Thomas als Graf von Flandern und Otto von Eberstein, der vom Herzog von Limburg unterstützt wurde. Thomas fiel vom Hennegau aus in das angrenzende, unter der Kontrolle von Otto stehende Bistum Lüttich ein. Otto von Eberstein wurde aber nicht nur von Limburg unterstützt, sondern er war auch der Kandidat der kaiserlichen Partei für das Amt des Bischofs. Deshalb wandte er sich nun an den Kaiser um Hilfe. Als Thomas trotz Appelle und Drohungen des Kaisers nicht nachgab, erklärte der Kaiser ihn zum Rebellen und beauftragte Herzog Heinrich II. von Brabant, Otto von Eberstein zu unterstützen. Auch nachdem Wilhelm von Savoyen im November 1239 auf der Reise nach Lüttich gestorben war, setzte Thomas den Kampf um Lüttich fort. Er versuchte nun, anstelle von Wilhelm einen seiner anderen Brüder, vermutlich Philipp, als Kandidaten für das Bischofsamt aufzustellen. Dieser Versuch scheiterte jedoch. Schließlich wurde der Konflikt um Lüttich durch Vermittlung des französischen Königs und eines päpstlichen Legaten beigelegt. Trotz seiner bisherigen unüberlegten und unklugen Politik konnte Thomas dabei die Ernennung von Otto von Eberstein zum Bischof verhindern. Anstelle von Otto wurde Robert de Turotte, der bisherige Bischof von Langres, zum Bischof gewählt. Thomas akzeptierte dies und war im Dezember 1240 bei der Inthronisation des neuen Bischofs anwesend.

### Reisen nach England und Savoyen
Die Kosten für den Krieg um Lüttich hatten Thomas in finanzielle Bedrängnis gebracht. Im April 1239 gewährte ihm der französische König einen Zahlungsaufschub für die Rückzahlung von 6000 Livres, die die Grafen von Flandern der französischen Krone schuldeten. Im Sommer 1239 reiste Thomas nach England, wo er wie seine Vorgänger dem englischen König huldigte. Daraufhin versprach ihm der König eine jährliche Zahlung von 500 Mark, eine Summe, die schon die bisherigen Grafen erhalten hatten. Wenig später verließ Thomas England und kehrte nach Flandern zurück, doch bereits Ostern 1240 war er wieder am Hof des englischen Königs. Er wurde aufwändig empfangen, doch bei diesem Besuch ging es ihm vor allem um Geld. Vor Mai 1239 hatte der englische König ihm die Summe von 2000 Mark übertragen, die der Magnat Simon of Montfort dem König schuldete. Thomas forderte nun die Begleichung der Schuld. Der König sprang widerwillig für seinen Schwager Montfort ein und zahlte Thomas 500 Mark. Die restliche Summe musste Montfort unverzüglich aufbringen, was diesen in finanzielle Schwierigkeiten brachte. Dann kehrte Thomas wieder nach Flandern zurück. Obwohl ihm der englische König anstatt seiner jährlichen Pension von 500 Mark Landbesitz mit entsprechenden Einkünften versprochen hatte, erhielt Thomas im Gegensatz zu seinem Bruder Peter nie Landbesitz in England.
Trotz seiner vielfältigen Aufgaben in Flandern blieb Thomas stets im Kontakt mit seinen Geschwistern im Alpenraum. Vor November 1240 reiste Thomas nach Savoyen. Sein Bruder Amadeus hatte bislang keine Söhne, sondern nur zwei Töchter. Diese waren mit den benachbarten Markgrafen Manfred III. von Saluzzo und Bonifatius II. von Montferrat verheiratet worden. Die beiden Markgrafen forderten nun von ihrem Schwiegervater, ihre Frauen als Erben einzusetzen, während Thomas auf seinem Erbrecht als nächstältester überlebender Bruder bestand. Am 4. November 1240 widerrief Amadeus ein früheres Testament zugunsten seiner Töchter und setzte Thomas in Susa wieder als seinen Erben ein. Da Amadeus aber bereits mehrmals sein Testament geändert hatte, ernannte Thomas nun Abt Giacomo von Susa zu seinem Vertreter in Savoyen. Dieser vertrat Thomas während seiner Abwesenheit und konnte erreichen, dass er im März 1242 die Hälfte der Besitzrechte an Cumiana erhielt. Im Frühjahr 1242 war Thomas zumindest zeitweise in Flandern, doch im Sommer 1242 nahm er an dem erfolglosen Feldzug des englischen Königs ins Poitou teil. Der Krieg schadete den Wollhandel von England nach Flandern sehr. Im Herbst 1242 war Thomas deshalb wieder in Flandern, wo er versuchte, die Folgen des Kriegs für den Handel mit England abzumildern.
Im Sommer 1243 war Thomas mehrere Monate lang in Savoyen und in seinen Besitzungen im Piemont. Im Januar 1244 übertrug ihm dort seine Mutter Margarete von Genf den Besitz von Saint-Genix-sur-Guiers. Im Herbst 1243 war Thomas zusammen mit Amadeus einem Aufruf von König Enzio und von Reichsvikar Manfredi Lancia gefolgt. Die beiden Brüder nahmen an einem vergeblichen Angriff eines kaiserlichen Heeres auf das auf päpstlicher Seite stehende Vercelli teil. Daraufhin wurden sie von einem päpstlichen Legaten exkommuniziert. Anschließend war Thomas vermutlich wieder nach England gereist, wo er im November 1243 wohl an der Feier der Hochzeit seiner Nichte Sancha von der Provence mit Richard von Cornwall, dem jüngeren Bruder des englischen Königs teilnahm. Im Sommer 1244 unterstützte er den englischen König mit einem Kontingent von 60 flämischen Rittern und 100 weiteren Soldaten bei einem Feldzug nach Schottland. Der Feldzug endete aber unblutig durch den Abschluss des Vertrags von Newcastle, worauf Thomas mit seinen Rittern Ende August nach Flandern zurückkehrte. Dann beauftragte der englische König Thomas, in einem Konflikt zwischen Nicholas de Moels, dem englischen Seneschall der Gascogne, und König Theobald von Navarra zu vermitteln. Thomas delegierte den Auftrag an den Ritter Robert Anketil, der nach Südwestfrankreich reiste. Dort zogen sich die Verhandlungen über Schadensersatz bis mindestens 1245 hin.

## Graf in Piemont

### Festigung seiner Besitzungen
Am 3. Dezember 1244 starb seine Frau Johanna. Da sie kinderlos war, trat nun ihre jüngere Schwester Margarte von Dampierre als ihre Erbin die Herrschaft in Flandern an. Thomas verlor damit seine Stellung als Graf und kehrte mit seinem in Flandern erworbenen Vermögen nach Savoyen zurück. Unterstützt von seinem Bruder Amadeus erwarb er durch Kauf und Geldzuwendungen eine Reihe von Herrschaften und Städten im Piemont. Im Februar 1245 bestätigte Amadeus ihn in seinen Besitzungen, so dass Thomas nun als Graf des kleinen, aber strategisch wichtigen Piemont galt. Im Frühjahr 1246 konnte Thomas im Piemont Pinerolo und Perosa und so die Kontrolle über das Val Chisone erwerben.

### Unterstützung von Karl von Anjou und weiterer Kontakt nach England
Anfang 1246 hatte Thomas vermutlich dem von Karl von Anjou, einem Bruder des französischen Königs, geführten Heer angehört, mit dem seine verwitwete Schwester Beatrix, die Gräfin von der Provence entsetzt wurde. Karl von Anjou heiratete daraufhin Beatrix jüngste Tochter Beatrix, die Erbin der Provence. In der Folge kam es aber zu einem Machtkampf zwischen Karl von Anjou und seiner Schwiegermutter. Ende 1247 begleitete Thomas seine Schwester Beatrix, die nach England reiste, um sich mit dem englischen König über die Situation in der Provence zu beraten. In Flandern war es inzwischen zu einem Machtkampf zwischen den Kindern aus den beiden Ehen von Margarete von Dampierre gekommen. Wohl aufgrund dieses Konflikts hatte Thomas nicht die ihm versprochene Pension erhalten. In England konnte Thomas den König überreden, seine Ansprüche auf die Pension zu unterstützen. Der König ordnete daraufhin am 1. Februar 1248 an, dass der Besitz von flämischen Kaufleuten in England gepfändet werden sollte, um so die Ansprüche von Thomas durchzusetzen. Wenig später erklärte der König, dass Thomas die Geldzahlungen erhalten sollte, die Margarete von Dampierre als Gräfin zustanden. Nachdem Thomas so erfolgreich Gelder erhalten hatte, verließ er wieder England. Er reiste zunächst nach Flandern, wo er Gräfin Margarete über die finanziellen Vereinbarungen mit dem englischen König informierte, und reiste dann weiter nach Savoyen.

### Unterstützung von Kaiser Friedrich II.
Im Konflikt zwischen Kaiser Friedrich II. und Papst Innozenz IV. blieb Thomas als Graf in Piemont wie sein Bruder Amadeus ein fester Unterstützer des Kaisers. Im Juli 1245 war er zusammen mit Amadeus in Turin, wo Friedrich II. Hof hielt. Möglicherweise nahm er im September 1245 am Feldzug des Kaisers gegen Parma und im Oktober gegen Mailand teil. Ende 1248 ernannte der Kaiser Thomas als Vertreter von Giacomo di Caretto zum Reichsvikar für Ober-Pavia, der Region nördlich des Po. Zur Belohnung versprach ihm der Kaiser umfangreichen Landbesitz in Norditalien, den er nach einem Friedensschluss mit dem Papst erhalten sollte. Nach ergebnislosen Kämpfen gegen den Lombardenbund verließ der Kaiser aber im Januar 1249 Norditalien. Im Mai 1249 konnte der Lombardenbund den Kaisersohn König Enzio in der Schlacht bei Fossalta schlagen und gefangen nehmen. Trotz dieser Schwächung der kaiserlichen Stellung in Norditalien unterstützte Thomas den Kaiser bis zu dessen Tod im Dezember 1250.

### Aussöhnung mit dem Papst
Nach dem Tod des Kaisers konnte sich der immer noch exkommunizierte Thomas mit Papst Innozenz IV. aussöhnen. Im Juni 1251 beklagte sich der Papst noch über die kirchenfeindliche Politik von Thomas, doch dieser hatte bereits, unterstützt von seinem Bruder Erzbischof Bonifatius von Canterbury, Verhandlungen mit der Kurie begonnen. Der Papst beauftragte die Kardinäle Ottaviano Ubaldini und Giovanni Orsini, den Streit zwischen Thomas und Bischof Giovanni Arborio von Turin über Besitzungen bei Turin zu untersuchen. Am 22. Juni 1251 ordnete der Papst dann an, dass Bischof Sigebertus Caballazio von Novara die Exkommunikation von Thomas aufheben solle. Auch Lawrence of St Martin, der englische Bischof von Rochester, untersuchte im Auftrag von Erzbischof Bonifatius den Streit. Anfang Juli 1251 kamen Thomas und der Bischof von Rochester nach Pontestura, wo sich der Papst aufhielt, und der Bischof überreichte dem Papst das Ergebnis seiner Untersuchung. Um den Konflikt mit dem Bischof von Turin beizulegen, übergab Thomas Castelvecchio und Montossolo wieder dem Bischof von Turin. Damit hatte Thomas aber nur auf einen Teil der umstrittenen Besitzungen verzichtet. Zu dieser für ihn vorteilhaften Lösung hat sicher seine Heirat im Sommer 1251 mit Beatrice dei Fieschi beigetragen. Sie war eine Tochter von Graf Tedisio Fieschi und damit eine Nichte des Papstes. Schon wenig später setzte sich der Papst zugunsten der Rechte von Thomas in der Tarentaise und für die Weiterzahlung seiner flämischen Pension ein.

### Konflikt mit Asti

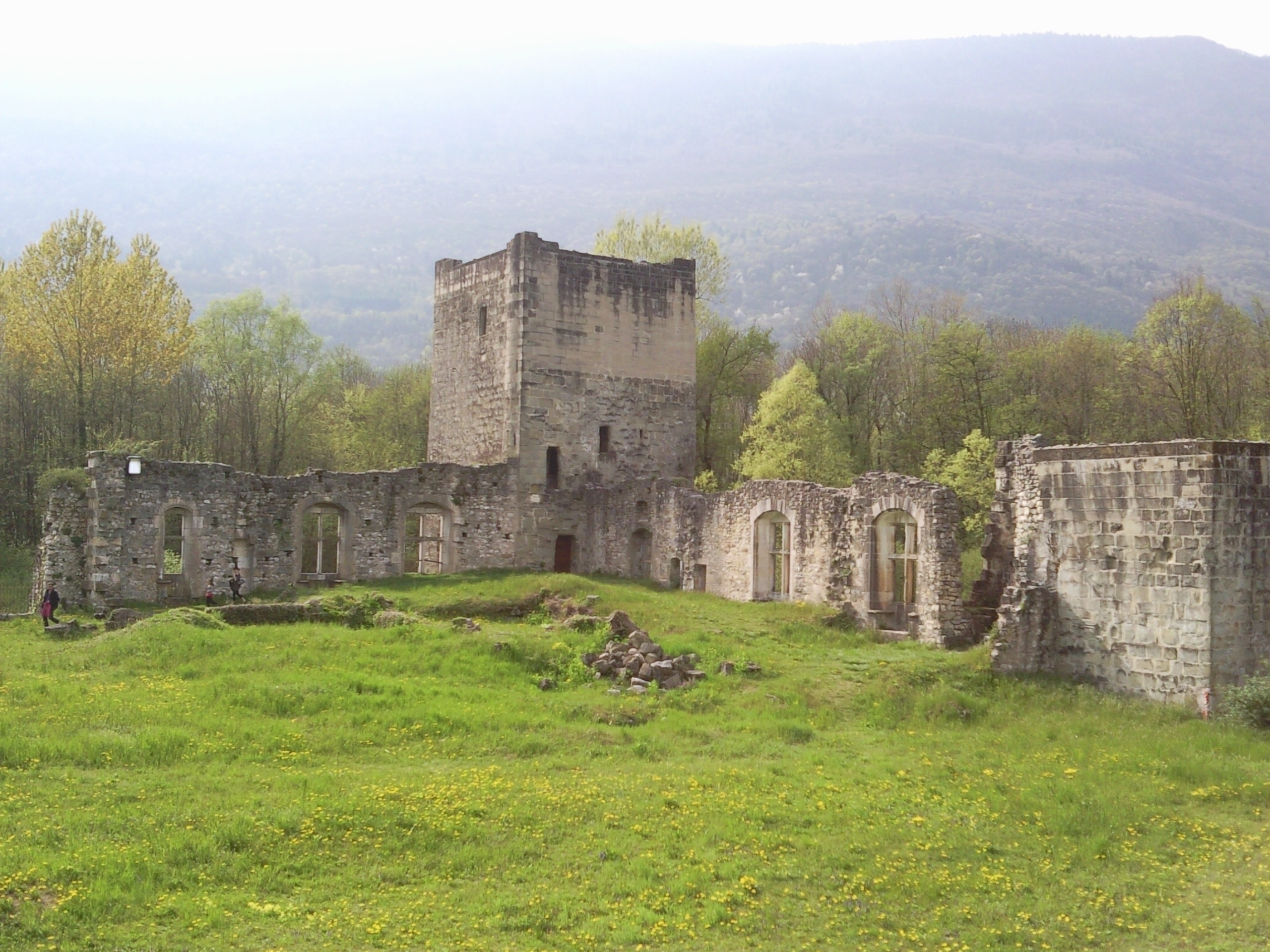
Ruine der von Thomas vollendeten Burg von Le Bourget

Bereits im April 1245 war es zwischen Thomas und der Stadt Asti zu Spannungen gekommen. Asti beschuldige Thomas, dass er Bürger aus der mit Asti verbündeten Stadt Moncalieri beraubt hätte. Um sich auf die zunehmende Rivalität mit Asti zu konzentrieren, suchte Thomas im März 1251 einen Ausgleich mit Markgraf Bonifatius von Montferrat. Mit Bürgern von Asti kam es zu weiteren Zwischenfällen, und noch 1251 übergab der Bischof von Turin die Burg von Montossolo, die Thomas ihm kurz zuvor übergeben hatte, an einen Vasallen von Asti. Vor Ende 1251 unterwarf sich auch Moncalieri Asti. Der Papst nahm Partei für Thomas und verurteilte Übergriffe von Asti auf Piemont. Thomas versuchte aber vor allem, sich mit einem Handelskrieg zu wehren. Wohl auf seine Veranlassung erließ der Papst am 29. November 1251 Anordnungen, nach denen die Besitzungen von Kaufleuten aus Asti wegen Wuchers beschlagnahmt werden durften.
Im Oktober 1251 traf König Konrad IV., der Sohn und Nachfolger von Friedrich II., von Deutschland aus in Italien ein. In Sizilien kam es zwischen ihm und der mit dem Kaisersohn Manfred von Sizilien verwandten Familie Lancia zum Streit. Manfredi Lancia, der für Friedrich II. als Reichsvikar in Norditalien gedient hatte, wechselte die Seiten und schloss sich dem Lombardenbund an. Thomas erklärte nun seine Treue gegenüber Wilhelm von Holland, dem Gegenkönig von Konrad IV. in Deutschland. Wilhelm von Holland bestätigte am 22. Mai von den Niederlanden aus die Besitzrechte von Thomas an zahlreichen umstrittenen Städten im Piemont. Diese Entscheidung wurde wenig später von Innozenz IV. bestätigt. Mit dieser königlichen Bestätigung erneuerte Thomas seine Ansprüche auf Besitzungen des Bistums Turin. Bischof Giovanni Arborio musste sich, um Schulden gegenüber den Städten Pavia und Casale zu begleichen, im Juli 1252 in Arborio 500 Livres Astigane von Thomas leihen. Als Pfand musste er dafür die strategisch wichtige, zwischen Chieri und Turin gelegene Burg von Montossolo an Thomas übergeben. Angesichts der schwierigen Situation im Bistum Turin war der Bischof Ende 1252 schon bereit, auf sein Bischofsamt zu verzichten. Dann entschied er sich aber, an seinem Amt festzuhalten. Noch Anfang 1254 versuchte Bischof Caballazio von Novara im Auftrag des Papstes vergeblich, den Streit zwischen Thomas und dem Bischof von Turin um den Besitz von Rivoli, Montossolo und Castelvecchio zu schlichten. Um seinen Konflikt mit Asti beizulegen, war Thomas nun zu einem ungewöhnlichen Schritt bereit. Bereits sein Vater hatte 1224 der Stadt für seine Besitzungen im Piemont gehuldigt, und am 28. Juli 1252 wiederholte Thomas diesen Schritt, als er der Stadt für seine Besitzungen in Norditalien huldigte. Er versprach, ohne Zustimmung der Stadt keine Besitzungen auf dem rechten Ufer des Po zu erwerben und sich beim Papst für die Aufhebung der Sanktionen gegen Asti einsetzen. Tatsächlich befahl der Papst im Oktober 1252, in Gefangenschaft befindliche Kaufleute aus Asti freizulassen und ihre Exkommunikation aufzuheben.

### Regent von Savoyen
Im Juli 1253 starb Graf Amadeus von Savoyen. Er hatte in seinem Testament seinen Bruder Thomas als Regenten für seinen minderjährigen Sohn Bonifaz eingesetzt. Thomas einigte sich mit Amadeus Witwe Cécile des Baux über ihr Wittum und ließ die Burg von Le Bourget vollenden, die die Stellung der Familie Savoyen bei Chambéry sichern sollte. Im Mai 1255 lieh sich Othmar Alamand, der Herr der Burg von Chambéry, von Thomas 600 Livres viennois. Zur Sicherheit verpfändete er seine Burg an Thomas. Das Pfand wurde nicht wieder ausgelöst, doch erst 1295 fiel die Burg endgültig an die Grafen von Savoyen.

### Rolle beim Sizilianischen Abenteuer
Ab 1253 war Thomas in die Vorbereitungen für den geplanten Kreuzzug des englischen Königs eingebunden, wofür ihm Heinrich III. weiterhin eine Pension zahlte. Ab Frühjahr 1254 war Thomas wahrscheinlich eine der treibenden Kräfte hinter dem Plan des Königs, für dessen jüngeren Sohn Edmund das Königreich Sizilien zu erobern. Dazu sollte der Kreuzzug nicht ins Heilige Land, sondern mit Zustimmung des Papstes nach Süditalien geführt worden, um dort die Staufer, die Gegner des Papstes, zu vertreiben. Thomas wurde rasch zur zentralen Figur in den diplomatischen Beziehungen zwischen dem englischen König und der Kurie. Im Februar 1254 war er am Papsthof, als Innozenz IV. das Angebot für den englischen König entwarf. Später gehörte er zusammen mit seinen Brüdern Peter und Philipp zu den Unterhändlern, die zwischen dem englischen König und der Kurie über die Bedingungen und die Durchführung der Eroberung verhandelten. Möglicherweise gehörte Thomas im Herbst 1254 zum Gefolge des Papstes, als dieser in Süditalien mit dem Staufer Manfred von Sizilien verhandelte. Um 1254 erhielt Thomas den Titel eines Fürsten von Capua, was er aber zuerst noch erobern musste. Der Tod von Papst Innozenz Anfang Dezember unterbrach jedoch alle päpstlichen Aktivitäten in Süditalien und auch die Vorbereitungen für das Sizilianische Abenteuer.

### Krieg mit Asti

#### Erneuter Konflikt um Besitzungen in Piemont

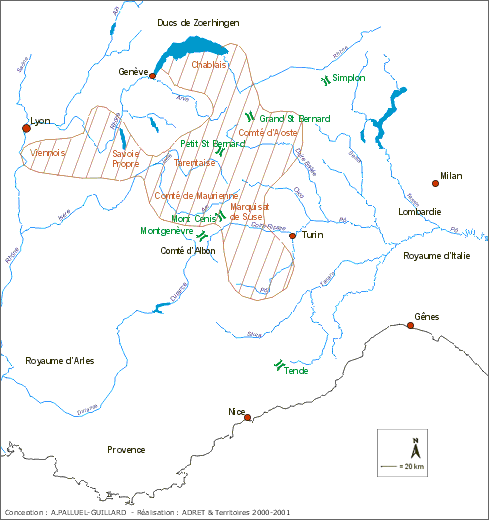
Karte der Besitzungen des Hauses Savoyen im 12. und 13. Jahrhundert

Einen Tag nach Graf Amadeus von Savoyen war auch Markgraf Bonifatius von Montferrat gestorben. In seinem Testament hatte Bonifatius Thomas zum Mitglied des Regentschaftsrats ernannt, der für seinen minderjährigen Sohn Wilhelm VII. die Regierung in Montferrat führen sollte. Bonifatius von Montferrat selbst war auch Regent für den minderjährigen Markgrafen Thomas I. von Saluzzo gewesen. Damit übernahm Thomas auch eine Mitgliedschaft im Regentschaftsrat der Markgrafschaft Saluzzo. Zwar wurde Thomas von Saluzzo schon 1254 volljährig, doch er blieb in den nächsten Jahren politisch eng mit seinem Großonkel Thomas von Savoyen verbunden. Damit waren Savoyen, Montferrat und Saluzzo eng verbündet, wobei sie eigentlich weniger durch verwandtschaftliche Beziehungen als vor allem durch die Gegnerschaft zu Asti verbunden waren. Mit der Unterstützung aus Montferrat und Saluzzo versuchte Thomas nun, seine Herrschaft weiter auf die obere Po-Ebene auszudehnen. Zunächst wollte er seine Stellung in Turin ausbauen, das eine Schlüsselposition am linken Ufer des Po innehatte. Die Stadt stand seit Ende 1248 faktisch unter der Kontrolle des Grafen von Savoyen. Diese Kontrolle wurde aber durch eine feindlich gesinnte Bürgerschaft und durch Bischof Giovanni Arborio bedroht, der weiterhin versuchte, seine an Savoyen verlorenen Besitzungen und Einkünfte zurückzugewinnen. Papst Innozenz hatte weiterhin die Unterstützung von Thomas gesucht, doch er hatte erkannt, dass die Einkünfte des Bistums Turin nicht mehr ausreichend waren. Möglicherweise hatte Thomas selbst den Vorschlag unterbreitet, den Bischof von Turin mit den Burgen von Guarene und Castelvecchio zu entschädigen, die an Bankiers aus Asti verpfändet worden waren. Um das für die Auslösung der verpfändeten Burgen erforderliche Geld aufzubringen, befahl der Papst, dass in Frankreich und in den niederländischen Diözesen Cambrai und Lüttich Güter von Kaufleuten aus Asti beschlagnahmt werden sollten. Diese Beschlagnahmung brachte der Kurie bis März 1254 über 3000 Livres ein. Als mutmaßlicher Anstifter für die Beschlagnahmungen wurde Thomas in Asti äußerst verhasst und verlor seine Sympathien, die er durch seinen 1252 geleisteten Lehnseid gewonnen hatte. Fortan betrachtete die Stadt auch Papst Innozenz als Gegner. Als König Konrad IV. die Zusagen, die sein Vater Friedrich II. gegenüber Thomas in Norditalien gemacht hatte, widerrief, kam es zum offenen Krieg. Thomas hatte inzwischen sowohl von König Wilhelm von Holland wie auch vom Papst die Anerkennung seiner neuen Besitzungen in der Poebene erhalten. Vor allem versuchte er Annone zu erobern, obwohl er damit offen sein an Asti gegebenes Versprechen brach, keine Besitzungen am rechten Poufer zu erwerben.

#### Krieg und Gefangennahme

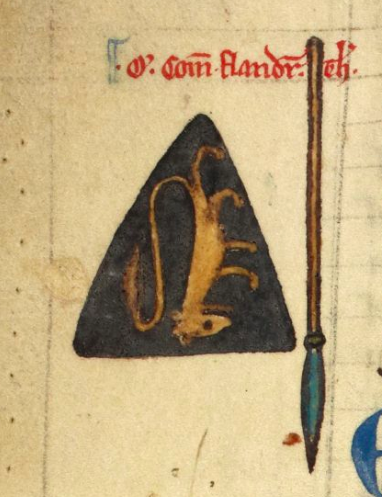
Das umgedrehte Wappen von Thomas als Zeichen seines Todes in einer englischen Miniatur aus dem 13. Jahrhundert

Weihnachten 1254 war Thomas vermutlich in Paris, wo sich der englische König mit dem französischen König traf. In ihrem Gefolge befanden sich auch zahlreiche Mitglieder der mit beiden Königen verwandten Familie Savoyen. Thomas erreichte bei dem Treffen, dass der englische König ihm als Regenten von Savoyen die jährliche Pension von 200 Mark versprach, die er zuvor seinem verstorbenen Bruder Amadeus gewährt hatte. Im Februar 1255 kehrte Thomas von Frankreich aus nach Savoyen zurück. Die in dem Testament von Amadeus nicht berücksichtigen Brüder Peter und Philipp hatten ab 1253 eine Aufteilung des Erbes gefordert. Anfang kam es 1255 in Savoyen zu einer Einigung unter den Brüdern, nach der Philipp und Peter Teile der Besitzungen als Lehen von Savoyen sowie Geldzahlungen erhielten. Dann wandte sich Thomas wieder dem Konflikt mit Asti zu. Bereits im Winter von 1254 bis 1255 hatte es Zusammenstöße mit Bürgern der Stadt gegeben, und vermutlich im Frühjahr oder Sommer 1255 besetzte der mit Thomas verbündete Manfredi Lancia Annone. Daraufhin stellte Asti ein Heer auf und griff Annone an. Manfredi Lancia musste sich nach Chieri zurückziehen, dass inzwischen mit Savoyen verbündet war. Zur selben Zeit erreicht Thomas Moncalieri, das sich ebenfalls mit ihm gegen Asti verbündet hatte. Das Heer aus Asti griff im November 1255 Moncalieri an. Vor dem überlegenen Gegner musste sich Thomas mit seinen Truppen nach Turin zurückziehen. Damit konnte er nicht verhindern, dass Moncalieri am 23. November 1255 von dem Heer aus Asti erobert wurde. Auch ein von Manfredi Lancia geführtes Aufgebot von Chieri wurde von dem Heer aus Asti zurückgeschlagen. Nach diesen Erfolgen zog das Heer von Asti gegen Turin. Thomas versuchte, unterstützt vom Markgrafen von Saluzzo, mit seinem Heer die Angreifer bei Montebruno zu stellen. Sein Heer wurde klar geschlagen, worauf Thomas mit seinen restlichen Truppen nach Turin flüchtete. Dort kam es zu einer Rebellion gegen seine Herrschaft. Er flüchtete mit dem Markgrafen von Saluzzo in die Burg bei der Porta Susa, wo sie sich aber bald der gegnerischen Übermacht ergeben mussten.

#### Verhandlungen über seine Freilassung

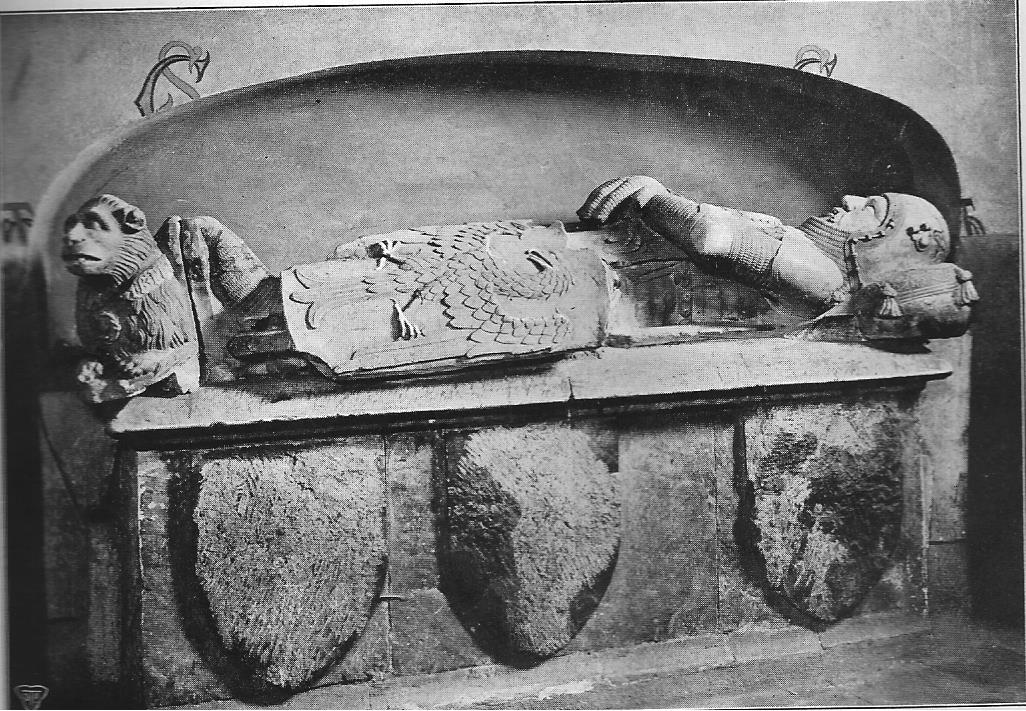
Sarkophag von Thomas II. in der Kathedrale von Aosta

Um freizukommen, erneuerte Thomas am 26. November 1255 sein Versprechen, keine Besitzungen auf dem rechten Ufer des Pos zu erwerben. Dazu musste er den Verlust von Moncalieri, Cavoretto, Montossolo und Carignano akzeptieren und seinen Lehnseid gegenüber Asti erneuern. Kaufleuten aus Asti musste er in seinen Besitzungen Zugeständnisse machen und vor allem Zollfreiheit zugestehen. Die Freilassung von Thomas verzögerte sich aber, da auch die neuen Machthaber von Turin Forderungen stellten. Im Januar 1256 übernahm Asti faktisch die Macht in Turin. Markgraf Thomas von Saluzzo wurde an Asti ausgeliefert und kam bald frei, doch Thomas von Savoyen blieb als Gefangener in Turin.
Thomas Familie versuchte, durch Verhandlungen seine Freilassung zu erreichen. Auch der englische König und der neue Papst Alexander IV. drängten auf seine rasche Freilassung, da seine Gefangenschaft die Umsetzung des geplanten englischen Feldzugs nach Sizilien gefährdete. Um Druck auf Asti aufzubauen, ließ der englische König alle Kaufleute aus Asti und Turin, derer man in England habhaft wurde, gefangen nehmen und ihre Güter beschlagnahmen. Der Papst verhängte über beide Städte das Interdikt. Auch in Frankreich wurden auf Drängen von Königin Margarete Kaufleute aus Asti verhaftet. Ähnlich verfuhren trotz der Proteste von Karl von Anjou Gräfin Beatrix in der Provence und Erzbischof Philipp von Lyon. Im Piemont setzte Manfredi Lancia, unterstützt vom Markgrafen von Montferrat, seine Angriffe auf Asti und Turin und deren Territorien fort. Im Sommer 1256 belagerten Thomas Brüder Peter und Philipp mit einer Armee aus Savoyen Turin. Sie konnten zwar Moncalieri erobern, doch dann mussten sie die Belagerung aufheben. Dennoch musste Asti angesichts des Drucks und des Handelskriegs am 5. November einen neuen Vertrag mit Savoyen schließen. In diesem musste Savoyen nur auf Caramagna und Sommariva del Bosco verzichten, während Cavoretto im Besitz von Savoyen blieb. Der Po sollte die Grenze zwischen den Besitzungen bilden, doch Turin sowie die Burgen von Collegno, Montossolo und Alpignano auf dem linken Ufer des Flusses blieben weiterhin unter der Hoheit von Asti. Trotz dieses Abkommens wurde Thomas aber immer noch nicht freigelassen, da erst jetzt in Asti das volle Ausmaß der internationalen Repressionen gegen Kaufleute aus der Stadt bekannt wurde. Die verbitterten Bürger ließen Thomas in Ketten liegen und verlangten nun die Freilassung und Entschädigung aller gefangen gehaltenen Bürger in Savoyen, in der Provence, in Frankreich, in Flandern und in England. Die erbitterten Bürger ließen Thomas in Ketten legen. Schließlich akzeptierte Humbert de Montmelian, der Leiter der Unterhändler von Savoyen, am 14. Februar 1257 neue Bedingungen, nach denen Cavoretto doch im Besitz von Turin blieb. Am 18. Februar 1257 konnte Thomas den Kerker in Turin verlassen und wurde an Asti aufgeliefert. Die Bürger von Asti verlangen jedoch zunächst die Freilassung der gefangenen Kaufleute, was der Herzog von Burgund als französischen Unterhändler zusicherte. Daraufhin wurde am 31. Mai 1257 ein neuer Vertrag vereinbart, nach dem Thomas seine beiden ältesten Söhne sowie zwanzig weitere Edle aus Savoyen als Geiseln für seine Freilassung stellen musste. Am 3. Juni übergab Thomas Villafranca, Cavour, Revello, Cavoretto, Cumiana und Gorzano und damit fast alle seine Besitzungen im Piemont als Pfand für die Freilassung der Kaufleute an Asti. Vermutlich am 25. Juni 1257 wurde er nach neunzehn Monaten Gefangenschaft freigelassen.

#### Verhandlungen über ein neues Bündnis gegen Asti und Tod
Die Bürger von Asti misstrauten Thomas offenbar zu Recht. Bereits im November 1257 schloss er nach offenbar neuen Zusammenstößen einen neuen Waffenstillstand mit der Stadt. Die Freilassung der Kaufleute aus Asti erfolgte auch nur schleppend, so dass die von Thomas gestellten Geiseln weiter in Gefangenschaft blieben. Tatsächlich war Thomas fest entschlossen, die an Asti und Turin verlorenen Besitzungen zurückzuerobern. Im Winter von 1257 bis 1258 war er von Savoyen nach Paris gereist, um sich dort gemäß dem mit Asti geschlossenen Vertrag für die noch gefangenen lombardischen Kaufleute einzusetzen. Königin Margarete lieh ihm 7000 Livres tournois, und der französische König drängte die Gräfin von Flandern, die noch offenen Pensionen an Thomas zu zahlen. Bereits 1252 hatte Gui de Dampierre und seine Mutter Margarete Thomas die einmalige Zahlung von 60000 Livres versprochen, die bis 1258 aber nicht erfolgte. Nun erfolgte aber offenbar die Zahlung, und in Gegenwart des französischen Königs erklärte Thomas seine Ansprüche für abgegolten. Von Paris reiste Thomas nach England, wo er Heinrich III. traf. Der König soll ihm 1000 Mark offene Pensionsansprüche gezahlt haben. Die strengen Haftbedingungen in Turin und sein fortgeschrittenes Alter hatten die Gesundheit von Thomas aber geschwächt, so dass er nicht reiten konnte und deshalb in einer Sänfte reisen musste. Im März 1258 fädelte er offenbar noch die Hochzeit einer Tochter des Earls of Gloucester mit Markgraf Wilhelm von Montferrat ein, um so den mächtigen Earl in die Pläne zur Eroberung Siziliens einzubinden. Im April 1258 nahm Thomas an dem Parlament in Oxford teil, bei der es zu einer Revolte mehrerer Barone gegen den König kam. Die Entmachtung des Königs durch die Barone bedeutete, dass die Pläne zur Eroberung Siziliens fast nicht mehr umsetzbar waren. Kurz nach dem Parlament verließ Thomas wieder England. Er reiste weiter nach Deutschland, wo er König Richard von Cornwall in Aachen traf. Am 14. April 1258 entband ihn der römisch-deutsche König von der Erfüllung der enormen Auflagen, die ihm Turin auferlegt hatte. Vor Sommer 1258 kehrte Thomas nach Savoyen zurück. Von seinen Verbündeten hatte er sehr viel Geld erhalten. Dieses wollte er für einen neuen Krieg gegen Asti verwenden. Bevor er aber seinen Angriff beginnen konnte, starb er im Februar 1259. Er wurde im Dom seines Sterbeortes Aosta beigesetzt, wo im späten 14. oder frühen 15. Jahrhundert ein Grabdenkmal für ihn aufgestellt wurde. In der Familiengrabstätte Hautecombe befindet sich ein Kenotaph für ihn.

## Nachkommen
Mit seiner Frau Beatrice dei Fieschi hatte er vier Kinder:
- Thomas von Piemont († 1282), Herr von Piémont
- Amadeus V. (4. September 1249; † 1323), Graf von Savoyen
- Ludwig († 1302), Baron von Le Vaud (Waadtland)
- Eleonore († 6. Dezember 1296) ⚭ 1270 Ludewig von Foret von Beaujolais

Bei seinem Tod befanden sich seine ältesten Söhne Thomas und Amadeus noch in Gefangenschaft in Asti, doch sie kamen bald nach seinem Tod frei. Wahrscheinlich übernahm seine Schwägerin Cécile des Baux nach seinem Tod die Regentschaft in Savoyen für den minderjährigen Bonifaz. Vor 1268 übernahm Thomas ältester, gleichnamiger Sohn die Herrschaft über die verbliebenen Besitzungen im Piemont.

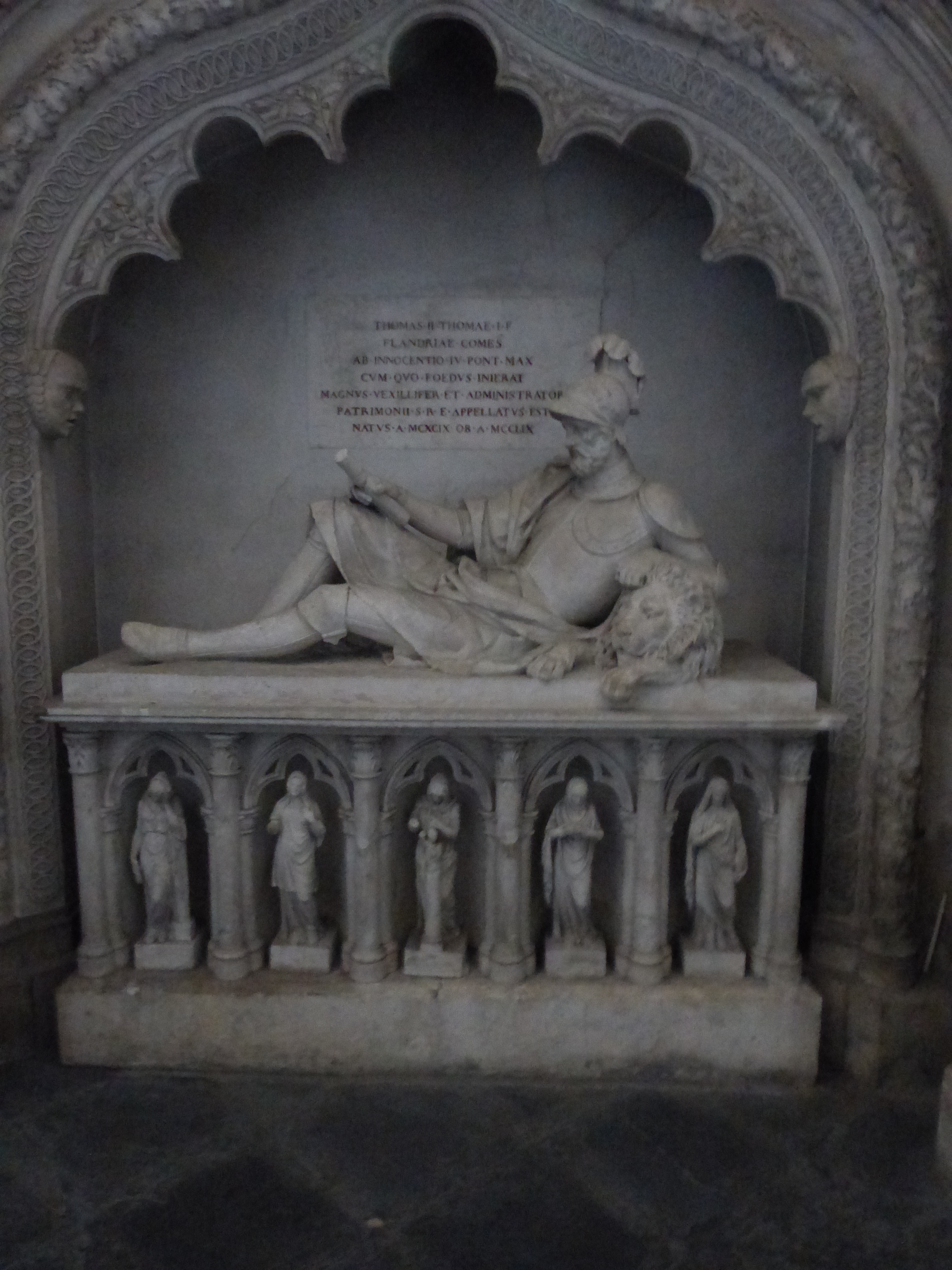
Kenotaph für Thomas in Hautecombe

## Nachwirkung
Thomas war ein internationaler Abenteurer, der aber ehrgeizig und unermüdlich seine Ziele verfolgte. Er nutzte jede Chance, die sich ihm bot und ließ sich auch durch schwere Rückschläge nicht entmutigen. Er gilt als einer der fähigsten Staatsmänner des Hauses Savoyen im 13. Jahrhundert. Bereits als Graf von Flandern zeigte er, dass er keine Marionette des französischen Königs, sondern ein entschlossener Verteidiger seiner Besitzungen war. Als Herrscher der kleinen Grafschaft Piemont wurde er in die Machtkämpfe zwischen Kaiser und Papst verwickelt. Sein Kampf gegen die Stadt Asti führte zwar zu einem schweren Rückschlag, doch trotz seines fortgeschrittenen Alters reiste er unermüdlich nach Frankreich, England und Deutschland, um Geld und Unterstützung für einen neuen Krieg gegen Asti zu sammeln.